# Бобрище (Смоленская область)
Бобрище — деревня в Вяземском районе Смоленской области России. Входит в состав Ермолинского сельского поселения. По состоянию на 2007 год постоянного населения не имеет. 
Расположена в восточной части области в 17 км к северо-востоку от Вязьмы, в 8 км южнее автодороги М1 «Беларусь». В 10 км южнее деревни расположена железнодорожная станция О.п. 22-й км на линии Вязьма — Калуга.
| 2007 | 2015 |
| ---- | ---- |
| 0    | →0   |

## История
В годы Великой Отечественной войны деревня была оккупирована гитлеровскими войсками в октябре 1941 года, освобождена в марте 1943 года.